# Wilhelm Kuylenstierna
Carl Wilhelm Kuylenstierna, född 22 juni 1826 på Rankhyttan i Vika socken, Kopparbergs län, död 7 augusti 1888 i Karlsborgs garnisonsförsamling, Skaraborgs län, var en svensk militär.

## Biografi
Kuylenstierna blev rustmästare vid Dalregementet 1827, kadett vid Krigsakademien på Karlberg 1841, utexaminerades därifrån 1847 och blev underlöjtnant vid Göta artilleriregemente samma år. Han blev löjtnant 1854, kapten 1860 och var tillförordnad tygmästare på Karlsborgs fästning 1863–1871. Kuylenstierna blev major vid regementet 1874, tillförordnad fälttygmästare samma år och överste i armén 1882. Han blev överste och chef för regementet 1884. Kuylenstiernavar 1884–1888 även kommendant i Göteborg, 1888 kommendant på Karlsborgs fästning. 

## Familj
Wilhelm Kuylenstierna var son till överste Wilhelm Gustaf Kuylenstierna och Sophia Albertina Enebom. Han gifte sig 1865 med Amalia Hæffner, dotter till apotekaren Carl Elis Hæffner och Hedda Bergström. Makarna var föräldrar till Gurli och Oswald Kuylenstierna.

## Utmärkelser
- Riddare av Svärdsorden 1869
- Riddare av Sankt Olavs orden 1876
- Kommendör av 1887 av första klassen av Svärdsorden 1887